# Senillé
Senillé è un comune francese soppresso del dipartimento della Vienne nella regione dell'Aquitania-Limosino-Poitou-Charentes. Dal 1º gennaio 2016 si è fuso con il comune di Saint-Sauveur per formare il nuovo comune di Senillé-Saint-Sauveur di cui è comune delegato.

## Società

### Evoluzione demografica
Abitanti censiti